# دوران متعاكس

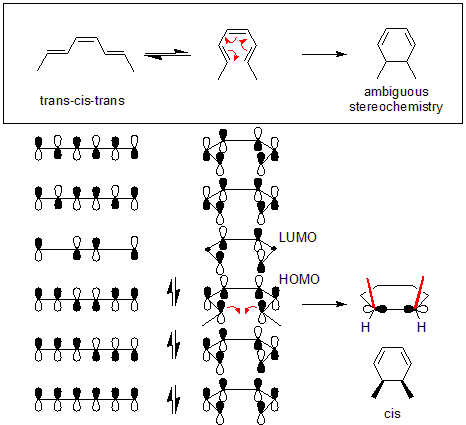

في نظام الدوران المتعاكس للتفاعلات الألكترو حلقية (نوع من أنواع التفاعلات العضوية) تتحرك المستبدلات الموجودة في نهاية الأنظمة المترافقة للرابطة المزدوجة في عكس الاتجاه (باتجاه عقارب الساعة أو عكسها) خلال عملية فتح أو غلق الحلقة.
مثال: ترانس-سيس-ترانس-6,4,2-أوكتا ترايين يتحول حصريا إلى سيس-دايميثيل سيكلو هيكسا دايين.
هذا التحديد الفراغي يوجد في جميع الأنظمة المترافقة التي لها 4n + 2 إلكترونات باي ومبنية على حفظ تماثل الأوربيتال في المدار الجزيئي المشغول الأعلى. الأنظمة التي تحتوى 4n من الإلكترونات باي تكون بها العكس, نظام دوران متحد.